# Gabara lunilineata
Gabara lunilineata là một loài bướm đêm trong họ Erebidae.